# Транспортная система России
Транспортная система России — совокупность транспортных средств, инфраструктуры и управления, функционирующих на территории Российской Федерации.

## Характеристика системы
Транспортная система России характеризуется развитой транспортной сетью, одной из наиболее обширных в мире и включающей в себя 87 тыс. км железных дорог, более 745 тыс. км автомобильных дорог с твёрдым покрытием, свыше 600 тыс. км воздушных линий, 70 тыс. км магистральных нефте- и продуктопроводов, свыше 140 тыс. км магистральных газопроводов, 115 тыс. км речных судоходных путей и множество морских трасс. В ней занято свыше 3,2 млн человек, что составляет 4,6 % работающего населения.
Огромные пространства и суровый климат предопределили первостепенное значение для России всепогодных видов наземного транспорта — железнодорожный и трубопроводный, на них падает основной объём грузовой работы.
Водный транспорт играет в России значительно меньшую роль из-за короткого навигационного периода.
Роль автомобильного транспорта в общем грузообороте в связи с крайне незначительными средними расстояниями перевозок (в пределах городов и пригородов, в карьерах открытых разработок полезных ископаемых, на лесовозных дорогах в районах лесозаготовок и т. д.) также невелика, несмотря на то, что им перевозится больше половины грузов.
Важной особенностью транспортной системы России является её тесная взаимосвязь с производством.
Подавляющая часть пассажирооборота приходится на четыре вида транспорта: воздушный (30 %), автобусный (29 %), железнодорожный (29 %) и метрополитен (9 %).
Тенденцией последних лет является повышение доли воздушного транспорта (рост по сравнению с 2000 годом почти в 3 раза) и снижение доли железнодорожного транспорта.
По данным Росстата, по состоянию на 2011 год в межсезонье 10 % населения страны фактически отрезаны от остальной территории страны (не имеет доступа к сети круглогодично эксплуатируемых автодорог и/или не имеет доступа к железнодорожным станциям и аэродромам).
Средняя подвижность населения России (на 2011 год) — около 6300 км на душу населения в год (в странах Западной Европы — 15-20 тыс. км, в США, Канаде — 25-30 тыс. км в год).
Транспортное пространство представляет собой совокупность самостоятельных организаций — перевозчиков и посредников — с преобладанием мелкого капитала, что явилось следствием дезинтеграции экономики в 1990-е годы.
Существенным фактором, обуславливающим территориальную разобщённость страны, длительное время являлось построение её транспортной системы по звездообразному принципу с центром в Москве). В течение XXI века российские власти предпринимали определённые шаги для формирования межрегиональных транспортных путей, не замыкающихся на столицу страны. Но эту работу, по состоянию на 2023 год нельзя назвать законченной.
Предпринимаются меры и по технологической модернизации транспортной инфраструктуры. Так, в 2021 году, в рамках инициатив Минтранса РФ был утверждён проект «Беспилотные логистические коридоры». Этот проект предусматривает запуск движения беспилотных грузовых автомобилей по ряду трасс, первой из которых, не позднее 2024 года должна была стать трасса М-11 «Нева» (Москва — Санкт-Петербург). Фактически, движение беспилотных грузовиков в рамках этого проекта началось в июне 2023 года.
В ноябре 2023 года премьер-министр РФ М. Мишустин назвал шесть ключевых задач в транспортной сфере страны, которые нужно решить для развития отрасли: увеличение доступности перевозок; укрепление связанности территорий, создание условий для более частых поездок граждан по РФ; повышение провозной способности основных транспортно-логистических коридоров, ориентированных главным образом на восточное направление; выход на полноценную технологическую независимость; интеграция новых регионов; обучение квалифицированных специалистов.

## Структура системы
Транспортная система России имеет сложную структуру, она включает несколько подсистем (железнодорожную, автомобильную, морскую, речную, воздушную и трубопроводы), каждая из которых состоит из основных элементов: инфраструктуры, транспортных средств и управления. К транспортной системе относятся транспортные узлы и коридоры, а также промышленный и общественный транспорт. Инфраструктуру обычно рассматривают по отраслям.

### Железнодорожный транспорт
Железнодорожный транспорт наиболее развит в России (на него по данным на 2011 год приходилось 85 % внутреннего грузооборота).
По протяжённости железнодорожного полотна (86 тысяч км, половина из которых электрифицирована) Россия находится на втором месте после США.
Первая крупная (всего третья по счёту) железнодорожная магистраль Санкт-Петербург — Москва вступила в строй в 1851 году. Тогда же началось строительство железных дорог из Санкт-Петербурга в южном направлении.
Железные дороги, по состоянию на весну 2019 года, имеются в 78 из 85 субъектов Российской Федерации; нет железных дорог только в Республике Алтай, Республике Тыве, Камчатской области, Магаданской области, Чукотском АО.
В европейской части страны железнодорожная сеть имеет радиальный вид, железные дороги сходятся к Москве. 

В азиатской части железнодорожная сеть имеет широтное простирание и небольшую плотность. Важнейшая магистраль — Транссибирская — начала строиться в 1892 году, движение открыто в 1916 году.; в 1970—1980-х годах для освоения нефтяных и газовых ресурсов Западной Сибири была построена железная дорога Тюмень — Сургут — Уренгой — Ямбург.
В России железнодорожный транспорт подразделяется на: железнодорожный транспорт общего пользования, железнодорожный транспорт необщего пользования и технологический железнодорожный транспорт.

### Водный транспорт

#### Морской транспорт
Этому виду транспорта принадлежит главная роль в межгосударственном грузообороте. Важность морского транспорта для России определяется её положением на берегах трёх океанов и протяжённостью морской границы 42 тысячи километров.
Основные порты:
- на Чёрном море — Новороссийск, Туапсе;
- на Азовском море — Ростов-на-Дону;
- на Балтийском — Усть-Луга, Санкт-Петербург, Калининград, Балтийск, Выборг;
- на Баренцевом — Мурманск;
- на Белом — Архангельск, Кемь;
- на Японском (Дальний Восток России) — Ванино, Владивосток, Находка, Порт Восточный.

см. также: Категория:Морской транспорт России
По данным Росморречфлота грузооборот российских морских портов в 2023 году достиг максимального уровня с 2018 года и составил 883,8 млн т. Объем сухих грузов — 446,9 млн т, наливных — 436,9 млн т.

#### Речной транспорт
Протяженность внутренних вод, «Перечень..» которых утвержден распоряжением Правительства Российской Федерации, составляет 101,6 тыс. км.
Удельный вес внутреннего водного транспорта в общем грузообороте составляет 3,9 %. Роль речного транспорта резко повышается в ряде регионов Севера, Сибири и Дальнего Востока.
Основным в России является Волго-Камский речной бассейн, на который приходится 40 % грузооборота речного флота. Благодаря Волго-Балтийскому, Беломорско-Балтийскому и Волго-Донскому каналам Волга стала стержнем единой водной системы европейской части России (см. Судоходство на Волге), а Москва — «портом пяти морей».
К другим важным рекам европейской России относятся Северная Двина с притоками, Сухона, Онега, Свирь, Нева.
В Сибири основные реки — Енисей, Лена, Обь и их притоки. Все они используются для судоходства и сплава леса, перевозки продовольствия и промышленных товаров в отдалённые регионы. Значение сибирских речных путей весьма значительно, вследствие неразвитости железных дорог (особенно в меридиональном направлении). Реки связывают южные районы Западной и Восточной Сибири с Заполярьем. По Оби и Иртышу транспортируется нефть из Тюмени. Обь судоходна на протяжении 3600 км, Енисей — 3300 км, Лена — 4000 км (навигация продолжается 4-5 месяцев). Порты нижнего течения Енисей — Дудинка и Игарка — доступны для морских судов, следующих Северным морским путём. Крупнейшие перевалочные пункты грузов с рек на железные дороги — Красноярск, Братск, Усть-Кут.
Важнейшей речной магистралью Дальнего Востока является Амур; судоходство осуществляется на всём протяжении реки.
см. также: Судоходные реки России, Категория:Речной транспорт России, Категория:Паромные переправы России

### Трубопроводный транспорт
Развитие трубопроводного транспорта в России началось в конце 50-х гг. XX века. Важнейшими транспортируемыми грузами являются сырая нефть, природный и попутный газ. Транспортировка нефтепродуктов, жидких и газообразных химикатов перспективна, но в настоящее время продуктопроводы не получили большого распространения.
В России преобладают трубопроводы большого диаметра (1220 и 1420 мм) и большой протяженности в широтном направлении.
Крупные нефтепроводы:
- Нефтепровод «Дружба» — крупнейшая экспортная магистраль России (Альметьевск — Самара — Унеча — Мозырь — Брест и далее в страны Восточной и Западной Европы);
- Альметьевск — Нижний Новгород — Рязань — Москва;
- Нижний Новгород — Ярославль — Кириши;
- Самара — Лисичанск — Кременчуг — Херсон, Снегирёвка — Одесса;
- Сургут — Тюмень — Уфа — Альметьевск;
- Нижневартовск — Самара;
- Сургут — Полоцк;
- Александровское — Анжеро-Судженск;
- Красноярск — Ангарск;
- Сургут — Омск — Павлодар — Чимкент — Чарджоу.

Крупнейшие газопроводы:
- газопровод Саратов — Москва — первый газопровод в России (840 км);
- Ставрополь — Москва;
- Краснодарский край — Ростов-на-Дону — Серпухов — Санкт-Петербург;
- Средняя Азия — Урал
- Медвежье — Надым — Тюмень — Уфа — Торжок;
- Надым — Пунга — Пермь;
- Уренгой — Сургут — Тобольск — Тюмень — Челябинск.
- Северный поток
- крупнейшая в мире система газопроводов[13] Уренгой — Помары — Ужгород — страны Восточной и Западной Европы (4451 км),
- газопровод, проходящий от Оренбурга через Украину в страны Восточной и Западной Европы.

Крупные продуктопроводы:
- Уфа — Брест с ответвлением на Ужгород;
- Уфа — Омск — Новосибирск;
- Нижнекамск — Одесса.

Строятся газопроводы Бованенково — Ухта, Сахалин — Хабаровск — Владивосток.
Проектируются газопроводы Южный поток, Алтай, Якутия—Хабаровск—Владивосток и Прикаспийский газопровод, нефтепроводы Балтийская трубопроводная система-II, Мурманский нефтепровод и Заполярье-Пурпе-Самотлор.

### Автомобильный транспорт
Общая длина автомобильных дорог с твёрдым покрытием в России составляет 754 тыс. км (2008). В 2008 году автомобильным транспортом было перевезено 6,9 млрд тонн грузов, его грузооборот в том же году составил 216 млрд тонно-километров.
С 2000 по 2008 годы объём перевозки грузов на автомобильном транспорте увеличился на 17 %, грузооборот — на 41 %.
По общей протяжённости автомобильных дорог Россия превосходит почти все европейские страны, кроме Франции, и занимает 7-е место во всём мире. По отношению к численности населения плотность автомобильных дорог с твёрдым покрытием в Российской Федерации составляет около 5,3 км на 1 тыс. жителей, что несколько выше, чем на Украине или в Казахстане (3,3 и 5,0 соответственно), но ниже, чем в ряде других стран: так, в Финляндии данный показатель составляет около 10 км, в США — около 13 км, во Франции — 15,1 км на 1 тыс. жителей. Общая протяжённость автодорог — 910 тыс. км, из них 745 тыс. км покрыты асфальтом, 45,4 тыс. км дорог федерального значения. По данным на 2011 год, 92 % протяжённости федеральных трасс страны представляют собой дороги, где движение осуществляется по одной полосе в каждом направлении; 29 % федеральных трасс работают в режиме перегрузки. Плохое состояние автодорог страны влечёт за собой крайне низкую среднюю скорость перемещения коммерческих грузов автотранспортом — около 300 км в сутки (в странах Европы — приближается к 1500 км в сутки).
Деятельность транспортно-экспедиционных компаний по доставке грузов наземным автотранспортом в настоящее время регулируется Уставом автомобильного транспорта.
В 2012 году парк грузового автотранспорта России составлял 7,42 млн. единиц техники, из них на малотоннажные грузовики полной массой до 3,5 тонн приходилось более половины. Количество российских организаций, имеющих допуск к международным перевозкам, в 2012 году составляло около 7,4 тысячи. 40 тыс. автотранспортных средств по состоянию на этот год были заняты на международных перевозках. Доля
автомобильного транспорта в обеспечении внешнеторгового оборота России составляла 25% в
стоимостном выражении, автомобильным транспортом перевозилось более 50%
импортных грузов. Россия является участником системы квотирования международных автоперевозок Европейской конференции министров транспорта.
В сентябре 2010 года было завершено строительство автомагистрали «Амур».
Основным государственным источником финансирования дорожного хозяйства России с 2011 года является Федеральный дорожный фонд, запланированный объём отчислений в него в 2011 году составляет 386,7 млрд рублей.

### Воздушный транспорт
Воздушный транспорт является самым дорогим, что ограничивает его грузовое применение (скоропортящиеся грузы), бо́льшее значение он имеет для пассажироперевозок. В районах Крайнего Севера важную роль играют вертолёты: перевозят грузы и пассажиров на производственные объекты, оказывают срочную медицинскую помощь и т. д.
Основными центрами авиасообщения являются Москва, Санкт-Петербург, курорты Северного Кавказа, Екатеринбург, Новосибирск, Иркутск, Хабаровск, Владивосток, Томск. При этом подавляющая часть пассажирских воздушных перевозок замкнута на московском авиаузле: около 80 % (по состоянию на 2011 год) авиаперевозок осуществляется из Москвы или в Москву. Сеть действующих аэропортов в России с 1991 года по 2012 год сократилась более чем в 4 раза. В отличие от большинства развитых государств, в России национальные авиаперевозчики могут использовать (и используют) лётную технику, зарегистрированную не в РФ, а в иностранных офшорных зонах.
| Год                   | 1991 | 1995 | 2000 | 2005 | 2010 | 2011 | 2012 | 2013 | 2014 | 2015 | 2016 | 2017 |
| --------------------- | ---- | ---- | ---- | ---- | ---- | ---- | ---- | ---- | ---- | ---- | ---- | ---- |
| Количество аэропортов | 1450 | 876  | 533  | 393  | 332  | 332  | 315  | 304  | 297  | 282  | 254  | 233  |

|                                | 1970 | 1980 | 1990 | 1995 | 2000 | 2005 | 2010 | 2015 | 2016 | 2017 |
| ------------------------------ | ---- | ---- | ---- | ---- | ---- | ---- | ---- | ---- | ---- | ---- |
| Перевезено грузов, млн т       | 1,4  | 2,4  | 2,5  | 0,6  | 0,8  | 0,8  | 1,1  | 1,2  | 1,0  | 1,1  |
| Грузооборот, млрд т км         |      | 2,2  | 2,6  | 1,6  | 2,5  | 2,8  | 4,7  | 5,4  | 6,6  | 7,6  |
| Перевезено пассажиров, млн     | 45   | 66   | 91   | 32   | 23   | 37   | 59   | 94   | 88,6 | 105  |
| Пассажирооборот, млрд пасс. км | 54,9 | 102  | 160  | 71,7 | 54,0 | 85,8 | 147  | 227  | 216  | 259  |

### Промышленный транспорт
К промышленному транспорту относится транспорт необщего пользования и технологический транспорт, выполняющий производственно-технологические перевозки грузов на внутренних дорогах промышленных предприятий и организаций, комплексов зданий и сооружений, транспортных служб, и не выходит на дороги общего пользования.
В соответствии со СНиП 2.05.07-91 в промышленный транспорт входят:
- железнодорожный транспорт с колеей 1520 мм и 750 мм,
- технологический автомобильный транспорт, включая моторные тележки шириной до 2,1 м, предназначенные для межцеховых перевозок: аккумуляторные (погрузчики, тягачи с прицепами, электрокары) и с двигателями внутреннего сгорания (автопогрузчики, автокары и тягачи с прицепами).
- гидравлический транспорт,
- канатный подвесной транспорт,
- конвейерный транспорт.

### Общественный транспорт
Во внутригородских перевозках пассажиров в России лидируют автобусы.
В крупнейших городах также налажено трамвайное и троллейбусное сообщение. Эксплуатационная длина трамвайных и троллейбусных линий 7,6 тыс. км. Самой протяжённой трамвайной сетью в мире располагает Санкт-Петербург (более половины находится в аварийном состоянии).
В семи крупнейших городах — Москве, Санкт-Петербурге, Нижнем Новгороде, Самаре, Екатеринбурге, Новосибирске и Казани — имеется метрополитен. Суммарная эксплуатационная длина путей метрополитена составляет более, чем 475 км.
Предлагается осуществить масштабный проект на два триллиона рублей (деньги в том числе взять из Фонда национального благосостояния) — на смену ветшающим автобусам, троллейбусам и трамваям придет новая техника, в том числе современные электробусы.

### Транспортные узлы
На территории России можно выделить два типа транспортных узлов.
1. Узлы международного, федерального уровня, зона их влияния распространяется на крупные экономические районы: Сибирь, Дальний Восток, Урал, Поволжье, Центральная Россия, Юг России, Северо-Запад России. К федеральным узлам относятся Ковров, Москва, Санкт-Петербург, Самара[36], Калининград, Ростов-на-Дону, Нижний Новгород, Екатеринбург, Новосибирск, Владивосток.
2. Узлы регионального (межрегионального) значения, зона их влияния распространяется на один, два, три субъекта Российской Федерации (республика, край, область, округ).

Федеральные и региональные транспортные узлы взаимно дополняют друг друга: грузы с определенной территории первоначально аккумулируются в региональном узле в необходимых для формирования маршрутного направления объёмах, а потом централизованно доставляются в федеральный транспортный узел, что позволяет сократить порожний ход транспорта.

### Транспортные коридоры
Путь из Европы в Азию через Россию — кратчайший, поэтому для неё экономически целесообразно развитие транспортных коридоров.
В настоящее время по территории России проходят три панъевропейских транспортных коридора: первый «Север—Юг» (Хельсинки — Таллин — Рига — Каунас и Клайпеда — Варшава и Гданьск), второй «Восток—Запад» (Берлин — Познань — Варшава — Брест — Минск — Смоленск — Москва — Нижний Новгород) и третий (Хельсинки — Выборг — Санкт-Петербург — Псков — Москва — Калининград — Киев — Любашёвка — Кишинёв — Бухарест — Димитровград — Александрополис).
Стратегически важными являются Транссибирская магистраль, паромные линии на Балтике, коридор для доставки грузов с Тихоокеанского побережья США в Китай через российские порты Приморья, воздушное пространство России.

## Управление системой
По состоянию на декабрь 2012 года управление системой транспорта в Российской Федерации осуществляет Министерство транспорта Российской Федерации.
Министерство транспорта Российской Федерации (Минтранс России) является федеральным органом исполнительной власти в области транспорта, осуществляющим функции по выработке государственной политики и нормативно-правовому регулированию в сфере гражданской авиации, использования воздушного пространства и аэронавигационного обслуживания пользователей воздушного пространства Российской Федерации, авиационно-космического поиска и спасания, морского (включая морские порты), внутреннего водного, железнодорожного, автомобильного (включая проведение транспортного контроля в пунктах пропуска через государственную границу Российской Федерации), городского электрического (включая метрополитен) и промышленного транспорта, дорожного хозяйства, эксплуатации и обеспечения безопасности судоходных гидротехнических сооружений, обеспечения транспортной безопасности, а также государственной регистрации прав на воздушные суда и сделок с ними и организации дорожного движения в части организационно-правовых мероприятий по управлению движением на автомобильных дорогах.
При Министерстве транспорта РФ для осуществления контроля и надзора за транспортной системой России создана Федеральная служба по надзору в сфере транспорта (Ространснадзор).

## Транспортное законодательство
Основные акты транспортного законодательства:
- Правила дорожного движения Российской Федерации. Утверждены Постановлением Совета Министров — Правительства Российской Федерации от 23 октября 1993 г. N 1090
- Конвенции о международных перевозках
- Гражданский кодекс РФ
- Устав железнодорожного транспорта Российской Федерации. Федеральный Закон РФ № 18-ФЗ от 10 января 2003 года
- Воздушный кодекс РФ. Федеральный Закон РФ № 60-ФЗ от 19 марта 1997 года
- Кодекс торгового мореплавания РФ. Федеральный Закон РФ № 81-ФЗ от 30 апреля 1999 года
- Кодекс внутреннего водного транспорта Российской Федерации. Федеральный Закон РФ № 24-ФЗ от 7 марта 2001 года
- Устав автомобильного транспорта и городского наземного электрического транспорта. Федеральный закон № 259-ФЗ от 8 ноября 2007 года
- Федеральный Закон РФ № 87-ФЗ от 30 июня 2003 года «О транспортно-экспедиционной деятельности»
- Федеральный Закон РФ № 17-ФЗ от 10 января 2003 года «О железнодорожном транспорте в Российской Федерации»
- Федеральный закон РФ № 16-ФЗ от 09 февраля 2007 года «О транспортной безопасности»
- Федеральный закон РФ № 220-ФЗ от 30 июня 2015 года «Об организации регулярных перевозок пассажиров и багажа автомобильным транспортом и городским наземным электрическим транспортом в Российской Федерации и о внесении изменений в отдельные законодательные акты Российской Федерации»

Важные элементы нормативной базы деятельности транспорта — различные правила перевозок и тарифы.